# Illa Paulet
L'illa Paulet és una illa circular d'aproximadament 1 milla de diàmetre, ubicada a 3 milles al sud-est de l'illa Dundee, a l'extrem nord-est de la península Antàrtica a l'arxipèlag de Joinville.
Està composta per fluxos de lava i per un con de cendra amb un petit cràter al cim. La calor geotèrmica manté parts de l'illa lliure de gel, i la presència de tal calor suggereix que va estar actiu dins dels últims 1.000 anys. L'illa Paulet va estar descoberta per l'expedició Britànica de 1839-1843, sota la direcció de James Clark Ross i rep el seu nom del capità Lord George Paulet, de la Royal Navy.
L'illa Paulet és una colònia de més de 200.000 pingüins d'Adèlia (Pygoscelis adeliae), alhora que és una destinació comuna per a recorreguts turístics subantàrtics.
La República Argentina inclou a l'illa dins de l'Antàrtida Argentina que forma part de la província de Terra del Foc, Antàrtida i Illes de l'Atlàntic Sud, per a Xile forma part del Territori Xilè Antàrtic i per al Regne Unit del Territori Antàrtic Britànic, però aquestes reclamacions estan suspeses en virtut del Tractat Antàrtic.

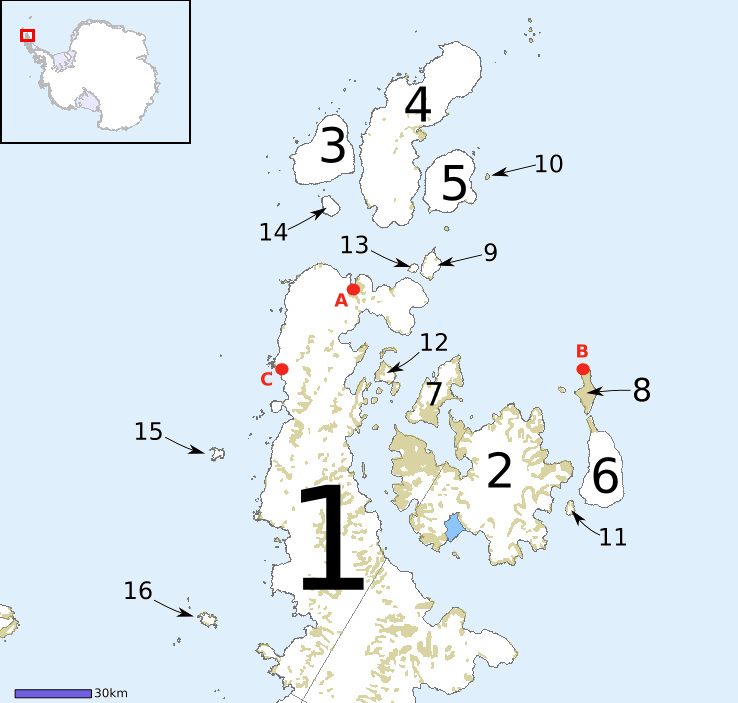
Mapa de la Terra de Graham, montrando l'illa Paulet(10).
1 Península Antàrtica, 2 illa James Ross, 3 illa D'Urville, 4 illa de Joinville, 5 illa Dundee, 6 illa Snow Hill, 7 illa Vega, 8 illa Seymour, 9 illa Andersson, 10 Illa Paulet, 11 illa Lockyer, 12 illa Eagle, 13 illa Jonassen, 14 illa Bransfield, 15 illa Astrolabe, 16 illa de ZigZag